# Callimedusa
Callimedusa (лат.) — род бесхвостых земноводных из семейства квакш. Род был отделен от рода Phyllomedusa в 2016 году после молекулярно-биологических исследований. Родовое название происходит от др.-греч. kalos — «красивый» и мифологической Медузы Горгоны. Обитают в туманных и тропических лесах Южной Америки от восточных склонов Анд до верхнего бассейна Амазонки.

## Классификация
На январь 2023 года в род включают 6 видoв:
- Callimedusa atelopoides (Duellman, Cadle, and Cannatella, 1988)
- Callimedusa baltea (Duellman and Toft, 1979) — Перуанская филломедуза
- Callimedusa duellmani (Cannatella, 1982) — Филломедуза Дуэллмана
- Callimedusa ecuatoriana (Cannatella, 1982) — Экваториальная филломедуза
- Callimedusa perinesos (Duellman, 1973) — Пурпурная филломедуза
- Callimedusa tomopterna (Cope, 1868) — Оранжевобокая филломедуза